# Эстре-Сен-Дени
Эстре-Сен-Дени (фр. Estrées-Saint-Denis) — город на севере Франции, регион О-де-Франс, департамент Уаза, округ Компьень, центр одноименного кантона. Находится в 65 км к юго-востоку от Амьена и в 70 км к северо-востоку от Парижа, в 4 км от автомагистрали А1 "Север". На севере коммуны находится железнодорожная станция Эстре-Сен-Дени линии Компьень-Лонго.
Население (2018) — 3 749 человек.

## Достопримечательности
- Церковь Сен-Дени XI века, восстановленная в 1928 году после разрушения во время Первой мировой войны
- Раскопанные фрагменты галло-римского поселения I века до н.э. ― IV века н.э.

## Экономика
Структура занятости населения:
- сельское хозяйство — 1,1 %
- промышленность — 30,2 %
- строительство — 10,7 %
- торговля, транспорт и сфера услуг — 34,3 %
- государственные и муниципальные службы — 23,7 %

Уровень безработицы (2017) — 11,8 % (Франция в целом — 13,4 %, департамент Уаза — 13,8 %). 

Среднегодовой доход на 1 человека, евро (2018) — 22 120 (Франция в целом — 21 730, департамент Уаза — 22 150).

## Демография
Динамика численности населения, чел.

## Администрация
Пост мэра Эстре-Сен-Дени с 2020 года занимает Мирьям Руссе (Myriam Rousset). На муниципальных выборах 2020 года возглавляемый ею центристский список победил в 1-м туре, получив 76,88 % голосов.
| Период | Период | Фамилия      | Партия                                   | Примечания                                                                                 |
| ------ | ------ | ------------ | ---------------------------------------- | ------------------------------------------------------------------------------------------ |
| 1973   | 2001   | Шарль Доттен | Разные правые                            | начальник службы государственных общественных работ, член Генерального совета департамента |
| 2001   | 2020   | Шарль Пуплен | Разные центристы Социалистическая партия | работник корпорации, член Генерального совета департамента                                 |
| 2020   |        | Мирьям Руссе |                                          |                                                                                            |

## Города-побратимы
- Тайснах, Германия